# Wepryk (Fastiw)
Wepryk (ukrainisch Веприк; russisch Веприк Weprik) ist ein Dorf im Westen der ukrainischen Oblast Kiew mit etwa 1000 Einwohnern (2006).

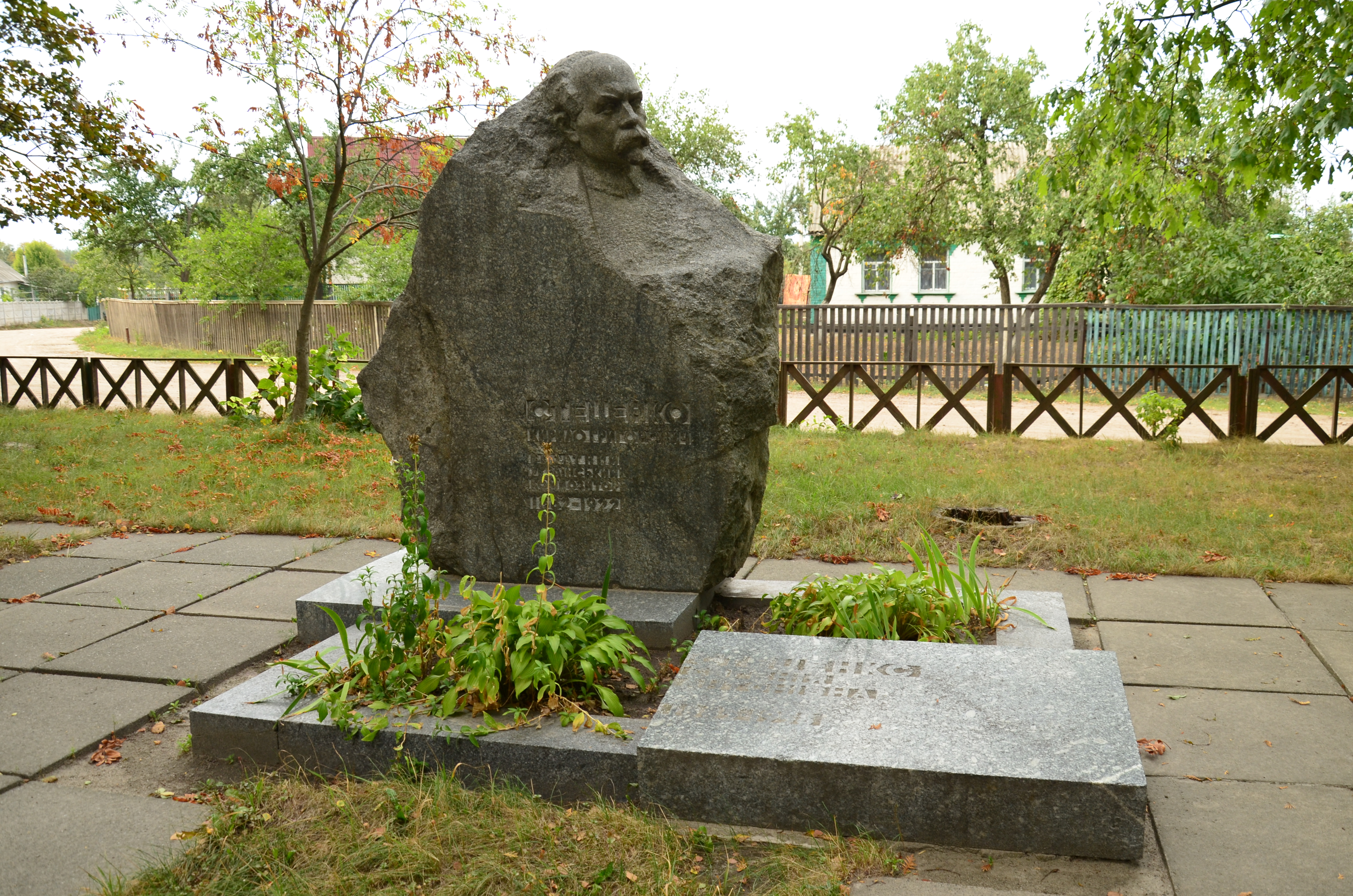
Denkmal an den hier verstorbenen Komponisten Kyrylo Stezenko

Das im 18. Jahrhundert gegründete Dorf liegt 12 km nordwestlich vom Rajonzentrum Fastiw und etwa 80 km südwestlich von Kiew an der Territorialstraße T–10–28.
Im Dorf befindet sich ein Museum über den Komponisten Kyrylo Stezenko (1882–1922), der hier starb und bestattet ist.
Am 12. Juni 2020 wurde das Dorf ein Teil der neugegründeten Stadtgemeinde Fastiw, bis dahin bildete es zusammen mit dem Dorf Mlynok (Млинок) die gleichnamige Landratsgemeinde Wepryk (Веприцька сільська рада/Wepryzka silska rada) im Zentrum des Rajons Fastiw.